# أيض ورمي
يُعد الأيض الورمي (بالإنجليزية: Oncometabolism) مجالًا جديدًا من الدراسة يركز على التغيرات الأيضية التي تحدث في الخلايا التي تشكل البيئة الميكروية للورم وترافق التكون الورمي وتطور الورم نحو حالة خبيثة.
يمثل الأيض الورمي مصطلحًا مستخدمًا لوصف اختلاف الأيض بين الخلايا متزايدة النمو عالية القدرة على البقاء عن الخلايا غير الورمية، ويظهر ذلك عبر تأثير واربورغ الذي يصف كيف تغير الخلايا السرطانية أيضها نحو الشكل الورمي كي تتكاثر وتغزو الأنسجة أخرى بعملية تُعرف بالانبثاث.
تتحرض التفاعلات الكيميائية المرافقة للأيض الورمي عبر تبدل الجينات الورمية التي تعد جينات قادرةً على إحداث السرطان. يمكن لهذه الجينات أن تكون فعالةً وظيفيًا في الحالات الفسيولوجية، وتنتج كميات طبيعية من المُستقلبات، لكن قد تؤدي زيادة تنظيمها نتيجة أذية شريط الدنا إلى فرط هذه المستقلبات، وهذا قد يقود إلى تكون الأورام. تُعرف هذه المُستقلبات بالمُستقلبات الورمية، ويُعتقد أنها مفيدة جدًا في المراحل الباكرة لتشخيص السرطان والوقاية منه لأنها تمثل واسمات حيويةً للسرطانات.

## تاريخيًا
في العقد الثاني من القرن العشرين، اكتشف أوتو فاربورغ نمطًا ظاهريًا غريبًا ذو طاقة بيولوجية مُشتركة بين أغلب الخلايا الورمية: وهو اعتماد مفرط على تخمير حمض اللاكتيك لتوليد الطاقة. يُعرف فاربورغ بأبي الأيض الورمي، لكن جذور هذا المجال البحثي تعود إلى عشرينيات القرن الماضي رغم أنه حظي بالاعتراف مؤخرًا. خلال العقد الأخير، ركز البحث حول تطور السرطان على دور تبدل المسارات الأيضية لكل من السرطان والخلايا المناعية مؤديًا إلى اهتمام متزايد بوصف التبدلات الأيضية التي تخضع لها الخلايا في البيئة المكروية للورم.

## تأثير واربورغ
في غياب ظروف نقص التأكسج (أي وجود مستويات فسيولوجية من الأكسجين)، تحول الخلايا السرطانية الجلوكوز إلى لاكتات وفقًا لأوتو فاربورغ، الذي اعتقد أن تحلل السكر الهوائي يمثل التغير الأيضي الرئيس في السلوك الخبيث للخلية السرطانية. صيغ مصطلح تأثير واربورغ لاحقًا لوصف هذا التبدل الأيضي، إذ اعتقد واربورغ أن هذا التبدل نجم عن أذية عملية التنفس المتقدري، لكن باحثين آخرين شككوا بهذه الآلية عام 1956، موضحين بأن السيتوكرومات الوظيفية السليمة المكتشفة في أغلب الخلايا الورمية تكافح خلل الوظيفة المتقدرية العام. قدم بوتر ومؤلفون آخرون دليلًا واضحًا على الحفاظ على سلامة الفسفرة التأكسدية ودورة كريبس الطبيعية في الغالبية العظمى من الأورام الخبيثة، مضيفين أن أغلب السرطانات تُظهر تأثير واربورغ مع حفاظها على سلامة التنفس المتقدري. قدم دانغ وآخرون عام 2008 دليلًا على أن مقاطع النسيج الورمي المستخدمة في تجارب واربورغ كانت أرق بالنسبة لثوابت انتشار الأكسجين المستخدمة، وهذا دفعهم لافتراض أن شرائح الأنسجة المدروسة كانت ناقصة التأكسج جزئيًا، وأن مسافة الانتشار الحرجة المحسوبة بلغت 470 ميكرومترًا. نجم عن ذلك نقاشات وجدالات كثيرة حول اكتشاف واربورغ أثارت فضول العلماء في جميع أنحاء العالم، ما ساهم بجذب الانتباه لأيض الخلية في الخلايا السرطانية والمناعية واستخدام التكنولوجيا الحديثة لاكتشاف ماهية هذه السبل وكيفية تعديلها إضافةً إلى تحديد تطبيقاتها العلاجية الممكنة.

## إعادة البرمجة الأيضية
تخضع الخلايا المسرطنة إلى إعادة تنظيم أيضي خلال التكون الورمي، وتلعب المستقلبات الورمية دورًا هامًا في ذلك. توجد سبل أيضية عديدة في السرطانات تساعد الخلايا على النجاة بعد إعادة برمجتها في حالة ندرة المغذيات: يسمح تحلل السكر الهوائي (وهو زيادة الدفق الحال للسكر، ويُعرف أيضًا بتأثير واربورغ) للوسائط الحالة للسكر بتأمين سبل إضافية تلبي المتطلبات الأيضية للخلايا الورمية المتكاثرة. يمثل اكتساب وظيفة الجين الورمي MYC أحد سبل إعادة البرمجة المدروسة الأخرى، إذ يشفر هذا الجين عامل نسخ يعزز التعبير عن عدد من الجينات المشاركة في النمو الابتنائي عبر الأيض المتقدري، ويُعد إنتاج المستقلب الورمي مثالًا آخر على إلغاء التنظيم الاستقلابي.

## المستقلبات الورمية
تزداد غزارة المُستقلبات الورمية إلى حد كبير في الخلايا السرطانية عبر حدوث طفرات تشارك في إنتاج إنزيمات معينة وتساهم في فقدان وظيفتها أو اكتسابها. إن تراكم هذه المستقلبات داخلية المنشأ يحرض نمو الورم وانبثاثه أو يعززه. تعتمد الخلايا السرطانية على تحلل السكر الهوائي الذي يحدث نتيجة عيوب في الإنزيمات المشاركة في أيض الخلية الطبيعي، وذلك يسمح للخلايا السرطانية بتلبية احتياجاتها من الطاقة وتوجيه أسيتيل مرافق الإنزيم-أ من دورة كريبس نحو بناء الجزيئات الحيوية الرئيسة مثل الأحماض الأمينية والليبيدات. تسبب هذه العيوب ارتفاعًا مفرطًا في كمية المستقلبات داخلية المنشأ التي تؤدي دورًا أساسيًا في تبدلات التخلق الحاسمة وسبل إرسال الإشارات ذات التأثير المباشر على أيض الخلية السرطانية.

## علم التخلق
يرتبط سوء تنظيم المستقلبات الورمية وتطور السرطان بالتبدلات التخلقية في الخلايا السرطانية، إذ ترتبط آليات عديدة بمركبات د-2-هيدروكسي غلوتارات والسكسينات والفومارات مع تثبيط إنزيمات نازعة الأكسجين المعتمدة على ألفا كيتو غلوتارات، وهذا يسبب تبدلات تخلقية تؤثر على التعبير عن الجينات المسؤولة عن تمايز الخلية وتطور سماتها الخبيثة. وصفت مجموعة «تيموسي إيه. تشان» آلية يؤدي من خلالها التراكم الشاذ للمستقلب الورمي د-2-هيدروكسي غلوتارات في عينات الورم الدماغي إلى زيادة مثيلة الدنا، والتي تبين أنها تلعب دورًا أساسيًا في التكون الورمي. من ناحية أخرى، وُجد أن السكسينات والفومارات في خلايا ورم المستقتمات تعمل على مثيلة الهستونات لتكبح عمل جينات PNMT وKRT19 بفعالية. تشارك الجينات السابقة في التمايز العصبي الصماوي والتحول الظهاري الميزانشيمي على التوالي.

## الواسمات الحيوية لتحري السرطان
قاد اكتشاف المُستقلبات الورمية إلى عصر جديد في بيولوجيا السرطان يعد بإمكانية تحسين رعاية المرضى. يمكن الاعتماد على كشف الواسمات العلاجية الجديدة والموثوقة التي تستغل نقاط ضعف الخلايا السرطانية لاستهداف المؤثرات السابقة أو اللاحقة لهذه السبل. تُعد المُستقلبات الورمية واسمات بيولوجيةً تشخيصيةً تساعد اختصاصيي الأورام على أخذ قرارات أكثر حكمة في المراحل الباكرة من تكون الأورام، خصوصًا في التنبؤ بالسلوك الورمي الأكثر عدوانيةً.

### نازعة هيدروجين الإيزوسيترات
يبدو أن تحري وجود د-2-هيدروكسي غلوتارات في الورم الدبقي باستخدام مطيافية الرنين المغناطيسي للبروتون إجراء غير باضع. ارتبط وجود طفرات IDH1 أو IDH2 بالكشف عن هذا المستقلب الورمي في 100% من الحالات، وتُعد طفرة IDH2/R140Q واسمًا نوعيًا يمنح نتائج واعدةً بعد تثبيطه بالجزيء الصغير AGI-6780. بناء على ذلك، يمكن أن يكون الحد من تكون مركب د-2-هيدروكسي غلوتارات عبر تثبيط إنزيمات IDH الطافرة المكتشفة مقاربةً علاجيةً جيدةً للسرطانات الحاملة لإنزيمات IDH الطافرة.

### نازعة هيدروجين السكسينات
تبين أن التلوين المناعي النسيجي أداة تشخيصية مفيدة تحدد الأولوية بين المرضى في اختبار طفرة SDH في المراحل الباكرة من السرطان. يرتبط غياب طفرة الجين SDHB في التلوين المناعي النسيجي بوجود طفرات الجين الورمي SDH. قد يشكل دواء ديسيتابين (داكوجين) الذي طُرح سابقًا في الأسواق علاجًا فعالًا لكبح قدرة الخلايا الحاملة لطفرة الجين SDHB على الهجرة.

### فومارات هيدراتاز
يُستخدم التلوين المناعي النسيجي لفومارات هيدراتاز لكشف عوز هذا البروتين عند مرضى سرطانة الخلية الكلوية الحليمية من النمط 2. يحرض عوز الفومارات هيدراتاز في خلايا السرطانة الكلوية حدوث تكيفات استقلابية متعلقة بالبقيا تتأثر فيها متتاليات ورمية عديدة.

### ناقلة ن-ميثيل غليسين
ارتبط انخفاض تنظيم ناقلة ن-ميثيل غليسين بسرطانة الخلية الكبدية وسرطان البنكرياس، وتُعد هذه الناقلة واسمًا موثوقًا للتكون الورمي. يملك مرضى المراحل الباكرة من سرطان البنكرياس غير الحاملين لطفرة خبن ناقلة ن-ميثيل غليسين ضعف متوسط البقيا الإجمالية مقارنةً بالمصابين.